# يوتو أوتشيدا
يوتو أوتشيدا (باليابانية: 内田 裕斗) (29 أبريل 1995 في إباراكي في اليابان – )؛ هو لاعب كرة قدم ياباني سابق كان يلعب كمدافع.

## وصلات خارجية
- يوتو أوتشيدا على موقع رابطة كرة القدم اليابانية للمحترفين (اليابانية)
- يوتو أوتشيدا على موقع قاعدة بيانات كرة القدم.إي يو (الإنجليزية)
- يوتو أوتشيدا على موقع Soccerway.com (الإنجليزية)
- يوتو أوتشيدا على موقع عالم كرة القدم.نت (الإنجليزية)